# Ушково (платформа)
Ушково (фін. Tyrisevä) — пасажирська платформа (в минулому — вузлова станція) Виборзького напряму Жовтневої залізниці на дільниці Санкт-Петербург-Фінляндський — Виборг. Розташована між станціями Зеленогорськ і Рощино, за 55 км від Санкт-Петербург-Фінляндський, в однойменному селищі міського типу.
У 1949 році залізнична станція Тюрісевя була перейменована на Ушково.

## Опис
Є 3 колії, 2 високі та 1 низька платформа. Біля високих платформ зупиняються електропоїзди Виборзького напрямку (крім електропоїздів підвищеної комфортності), біля низької — «Рейкові автобуси» РА2 Санкт-Петербург — Зеленогорськ — Приморськ — Виборг, Зеленогорськ — Приморськ — Виборг, а також шестивагонний електропоїзд під тягою тепловоза М62 (Санкт-Петербург — Зеленогорськ — Приморськ — Радянський). Вокзал і квиткові каси відсутні. Станція електрифікована в 1952 році в складі дільниці Зеленогорськ — Рощино. Реконструйовано під швидкісний рух у 2008—2009 роках.
У минулому Ушково було невеликою вузловою станцією: від неї відходила лінія на Приморськ, що закінчувалась у Виборзі. З 2008 року ця лінія починається на станції Зеленогорськ. Станція Ушково перетворилася в зупинний пункт, тепер Виборзький та Приморський напрямки тут просто розходяться.